# Humicola fuscoatra
Humicola fuscoatra är en svampart som beskrevs av Traaen 1914. Humicola fuscoatra ingår i släktet Humicola och familjen Chaetomiaceae.  Utöver nominatformen finns också underarten longispora.